# Robin Martens
Pour les articles homonymes, voir Martens.
Robin Martens, née le 16 mars 1992 à Heemskerk, est une actrice, mannequin, danseuse et chanteuse néerlandaise.

## Filmographie

### Téléfilms
- 2008 : Radeloos (nl) : Floor van Rossum
- 2010-2017 : Goede tijden, slechte tijden : Rikki de Jong
- 2010 : Z@ppdelict : Simone
- 2013 : Droomvrouw : Anneloes Kriele
- 2016 : Fashion Chicks : Een fashion chick

## Discographie

### Singles
- 2011 : Jij (sorti le 8 juillet 2011)
- 2015 : Waar ben jij? (sorti le 6 mars 2015)
- 2015 : Voor altijd vanavond (sorti le 29 avril 2015)
- 2015 : Met jou (sorti le 19 juin 2015)

## Vie personnelle
Robin Martens a été diagnostiquée avec une leucémie à l'âge de quatre ans. Elle a passé sept ans en traitements intensifs avant d'être déclarée guérie à l'âge de onze ans. Elle est actuellement en couple avec le musicien Benjamin et est mère de deux enfants : une fille nommée Makéna, née en août 2021, et un fils nommé Jafaní, né le 9 septembre 2023.